# Andrzej Kubica
Andrzej Kubica (nacido el 7 de julio de 1972) es un exfutbolista polaco que se desempeñaba como delantero.
Jugó para clubes como el SK Rapid Viena, FK Austria Viena, KSV Waregem, Standard Lieja, Nice, Maccabi Tel Aviv, Urawa Reds, Oita Trinita y Beitar Jerusalén.

## Trayectoria

### Clubes
| Club               | País    | Año         |
| ------------------ | ------- | ----------- |
| Zagłębie Sosnowiec | Polonia | 1991 - 1993 |
| SK Rapid Viena     | Austria | 1993 - 1994 |
| FK Austria Viena   | Austria | 1994 - 1995 |
| Legia de Varsovia  | Polonia | 1995        |
| KSV Waregem        | Bélgica | 1996        |
| Standard Lieja     | Bélgica | 1996        |
| Nice               | Francia | 1997        |
| Standard Lieja     | Bélgica | 1997 - 1998 |
| Maccabi Tel Aviv   | Israel  | 1998 - 2000 |
| Urawa Reds         | Japón   | 2000        |
| Oita Trinita       | Japón   | 2001        |
| Ashdod             | Israel  | 2001 - 2002 |
| Beitar Jerusalén   | Israel  | 2002 - 2003 |
| Maccabi Tel Aviv   | Israel  | 2003 - 2004 |
| Górnik Łęczna      | Polonia | 2005 - 2007 |